# Dominic Ignatius Ekandem
Dominic Ignatius Ekandem, nigerijski rimskokatoliški duhovnik, škof in kardinal, * 1917, Pbio Ibiono, † 24. november 1995.

## Življenjepis
7. decembra 1947 je prejel duhovniško posvečenje.
7. avgusta 1953 je bil imenovan za pomožnega škofa Calabara in za naslovnega škofa isaurijskega Hierapolisa; 7. februarja 1954 je prejel škofovsko posvečenje.
1. marca 1963 je postal škof Ikot Ekpen.
24. maja 1976 je bil povzdignjen v kardinala in imenovan za kardinal-duhovnika S. Marcello.
6. novembra 1981 je postal superior Abuje in 19. junija 1898 nadškof (osebni naziv) škofije Abuja.
28. septembra 1992 se je upokojil.